# Dioda Zenera

Symbol diody Zenera (A – anoda, K – katoda).

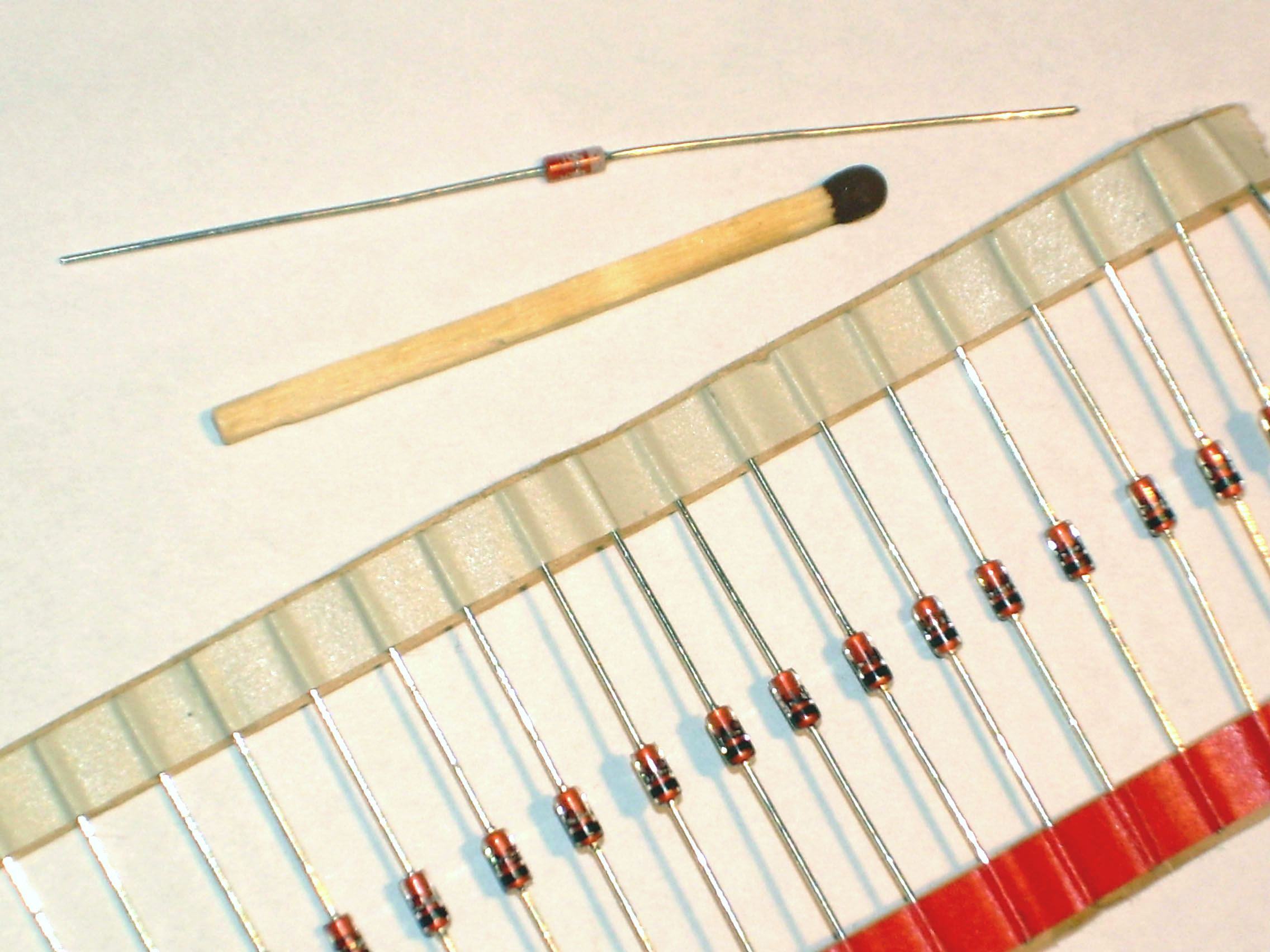
Diody Zenera

Charakterystyka diody Zenera. Należy zwrócić uwagę na zmianę skali wartości napięcia w kierunku przewodzenia i zaporowym. (Napięcie przebicia 17,1 V)

Dioda Zenera (inaczej: stabilistor) – odmiana diody półprzewodnikowej, której głównym parametrem jest napięcie przebicia złącza p-n. Po przekroczeniu napięcia przebicia ma miejsce nagły, gwałtowny wzrost prądu. W kierunku przewodzenia (anoda spolaryzowana dodatnio względem katody) zachowuje się jak normalna dioda, natomiast przy polaryzacji zaporowej (katoda spolaryzowana dodatnio względem anody) może przewodzić prąd po przekroczeniu określonego napięcia na złączu, zwanego napięciem przebicia. Przy niewielkich napięciach (do ok. 5 V) podstawową rolę odgrywa zjawisko Zenera, w zakresie od 5 do 7 V zjawisko Zenera i przebicie lawinowe, a powyżej 7 V – wyłącznie przebicie lawinowe. Napięcie przebicia jest praktycznie niezależne od płynącego prądu i zmienia się bardzo nieznacznie nawet przy dużych zmianach prądu przebicia (dioda posiada w tym stanie niewielką oporność dynamiczną).

## Różnica pomiędzy zwykłą diodą a diodą Zenera
Należy podkreślić, że identycznie zachowuje się każda dioda półprzewodnikowa. Cechami, które pozwalają wydzielić diody Zenera jako oddzielną kategorię elementów, są:
- przebicie niepowodujące uszkodzenia diody,
- napięcie przebicia określone dokładnie, z niewielką tolerancją, typowo 5% (dla np. diod prostowniczych ważne jest, aby nie było mniejsze od zadanej wartości),
- mała oporność dynamiczna,
- zapewnienie możliwie gwałtownego przejścia do stanu przebicia złącza (możliwe ostre "kolano" na charakterystyce I(U)).

## Zastosowanie
Podstawowe zastosowanie diody Zenera to źródło napięcia odniesienia w stabilizatorach, ponadto używana bywa do przesuwania poziomów napięć oraz jako element zabezpieczający i przeciwprzepięciowy (transil).

## Statyczne i dynamiczne parametry diody Zenera
Parametry statyczne:
- VF – napięcie przewodzenia dla stałego prądu przewodzenia IF,

- IR – prąd zwrotny dla zwrotnego napięcia (najczęściej wartość VR wynosi 1V).

Trzeba nadmienić, że poniższe parametry mogą być nieistotne dla diody działającej w sektorze przebicia.
- VZ – Napięcie Zenera, odpowiadająca umownej wartości stabilności,

- TKVZ – współczynnik temperaturowy stabilizacji napięcia (stosunek względnej zmiany napięcia stabilności do bezwzględnej zmiany temperatury otoczenia przy określonej stabilizacji natężenia).[1]